# 丸ト北村
丸ト北村（まるときたむら）は、かつて北海道釧路市に存在していた百貨店。キャッチフレーズは「ニュー・ファミリー・タウン」。
北海道で二番目に経営破綻した百貨店である。

## 歴史
1906年（明治39年）10月に北村藤吉が釧路の西幣舞（現・釧路市北大通2丁目）で「丸と北村呉服店」を開業したのが始まりである。
1955年（昭和30年）に商号を丸ト北村に改称し、1967年（昭和42年）には百貨店営業許可を取得して百貨店となった。
実用衣料を中心とする衣料品を全般に強みを持つ釧路では有力な百貨店の一つへ成長し、1975年（昭和50年）12月に約9億円を投じて増改築を行って増床を図った。
しかし、地元釧路の主要産業の一つである水産業が200カイリ規制の開始に伴って低迷するなど地域経済が低迷していたうえ、1976年（昭和51年）には4月4日に長崎屋釧路店が開店し、6月1日に丸三鶴屋が新館の増築を行って増床するなど競合が激化し、売上が伸び悩んでこの増床が結果として過大投資となった。
そのため、1977年（昭和52年）2月期に7700万円の赤字に陥り、業績の悪化を受けて1977年（昭和52年）1月に主取引銀行であった北海道拓殖銀行から沢村二郎が代表取締役副社長に就任して再建を図った。
1978年（昭和53年）2月期に約4.6億円とさらに赤字幅が拡大して負債総額約26億9247万円に達して約4億円の債務超過に陥ったことから、3月27日に釧路地方裁判所に和議手続を申請して同日に受理されて財産保全命令を受け、事実上倒産した。
この和議申請は百貨店法に基づいて営業した北海道内の企業としては初の経営破綻であった。
和議手続を申請した翌日の3月28日から一旦営業停止して翌4月8日に債権者に対する説明会を開いて債権者の理解を求め、4月11日に営業再開に漕ぎ着けて復活した。
この和議申請に伴って、関連会社の丸ト友の会も事業を事実上停止し、3月29日から積立会費に当時の法定利息年6％を加算して現金で返済する形となった。
また、従業員を136人から約70人に削減するなど事業規模を大幅に縮小すると共に実用衣料への特化することで再建が図られた。
2000年（平成12年）2月29日に閉店。以後24年間にわたって使われていなかった建物が解体されることが、2024年2月9日北海道新聞で報道された。その後同年4月から年末までに完全解体されている。

## 沿革
- 1906年（明治39年）10月 - 創業者の北村藤吉が西幣舞（現・北大通2丁目）で「丸と北村呉服店」開業[2]。
- 1907年（明治40年） - 北大通4丁目6番に移転。
  - 1913年（大正2年）、1919年（大正8年） 二度に亘る西幣舞の大火に被災するも、その都度復興を果たす。
- 1937年（昭和12年）5月 - 創業者死去（享年62）。二代目 北村藤兵衛が次期社長に就任。
- 1950年（昭和25年）4月 - 株式会社化（株式会社 丸ト北村呉服洋品店）を果たす。
- 1955年（昭和30年） - 商号を丸ト北村に改称[3]。
- 1967年（昭和42年） - 百貨店営業許可を取得[3]。増改築工事の後、百貨店として開店。
  - 資本金3,000万円。社長:北村藤兵衛 常務:北村藤一朗･北村和男･村上勘一 取締役:北村和子･菅原辰之丞
- 1975年（昭和50年）12月 - 約9億円を投じて増床[3]。
  - この際に、建物全体の外壁色も閉店時の白色になる。
- 1978年（昭和53年）
  - 3月27日 - 釧路地方裁判所に和議手続を申請して同日受理[3]。
  - 4月11日 - 営業再開[2]。
- 2000年（平成12年）2月29日 - 閉店[2]。
- 2024年（令和6年） - 建物解体[4][5]。

## 主なフロア構成
| 階           | 丸ト北村フロア概要                                                                                   |
| ------------ | --- |
| 塔屋1F・屋上 | 一般客には公開されず                                                                                 |
| 6F           | 事務所                                                                                               |
| 5F           | ゲームセンター、デパート食堂、カレー屋                                                               |
| 4F           | ミシン屋、子供服売り場（開店当時は2F）、中古レコードショップ                                         |
| 3F           | 紳士服売り場（開店当時は1F）、ベビー洋品、肌着売り場、タオル・シーツ売り場、駄菓子屋（昭和懐古向け） |
| 2F           | 婦人服売り場、手芸店、布地販売、学生服販売                                                           |
| 1F           | 和洋菓子店、ヤング服売り場、洋品売り場                                                               |
| 地下1F       | 喫茶店、社員食堂、バックヤード                                                                       |

エレベーターは2台あり、1台は地下1Fから4Fまで、もう1台は1Fから5Fまで運転されていた。末期になると、地下1Fから4Fまで運転されていたエレベーターは、事実上の社員・荷物運搬専用エレベーターになっていた。

## 主な入居テナント
- ニューヤツナミ - 市内老舗名門料亭 旧割烹八ツ浪系列のレストラン。産業会館 参考画像（手前左側の建物。現在は道東経済センタービル）に一号店が存在していた。
- 旧発信ショップ
- JUKI（ミシン）
- カレー屋 ひだりうま - 「馬」を左右反転させた文字（鏡文字）がトレードマーク。
- キャンパスまると（駄菓子・学生服） - 丸ト北村閉店後、市内のアベニュー946（長崎屋 旧釧路店） - ウェイバックマシン（2004年2月8日アーカイブ分）へ移転。その後、イオン釧路店（旧ポスフール釧路店後継商業施設）へ再移転し、イオンモール旭川駅前にも支店を展開している。
- 旧サカエヤ（和洋菓子店） - 2002年3月24日 後継者不在のため廃業。
- ジーンズショップ ロードランナー

## その他
- 商号は、創業者 名の先頭文字のカタカナ表記「ト」を丸で囲み、苗字を後ろに付けて発案。画像解説HP
- 閉店後に中心街活性化の一環として跡地に釧路市民プラザを建設する構想案があったが[6]、2002年（平成14年）に構想が凍結となり[7]、2003年（平成15年）度釧路市予算案に盛り込まれず構想は頓挫した[6]。
- 近隣には「喫茶エリート」、「三東瀬戸物屋」、「高橋電器」、「餅の二幸」（市内鶴ケ岱公園に移転）、「渡部酒屋」、「浜野薬局」等が立地していた。「喫茶リリー」は2025年1月現在も存続している。
- 釧路市出身のシンガーソングライター・伊藤カズヒロは中学時代、丸ト北村内にあったギター店で初めてギターを購入したことを自身のブログで明かしており、2024年8月24日に行われた釧路市民活動センターわっとの第20回生誕祭では、解体作業を見つめながら演奏していたという[8]。

## 丸ト北村を扱った作品
- 書籍「北村藤吉翁胸像建設記念」（胸像建設期成会、1961年（昭和36年）出版）
- 書籍 「釧路開基100年記念写真集「釧路百年」」（釧路新聞社、1969年（昭和44年）7月 出版）